# Михайлов, Дмитрий Иванович
 Дмитрий Иванович Михайлов  (7 ноября 1919 — 5 декабря 2018, Уфа) — буровой мастер конторы бурения № 1 треста «Туймазабурнефть». Герой Социалистического Труда. Участник Великой Отечественной войны. Заслуженный работник нефтяной и газовой промышленности РСФСР (1980), Заслуженный нефтяник Башкирской АССР (1965), Почётный нефтяник СССР (1969).

## Биография
Родился 7 ноября 1919 года в селе Шаран Белебеевского уезда Уфимской губернии (ныне Шаранского района Башкортостана) в многодетной семье. Получил среднее образование. В 1938 году ещё школьником Михайлов решил связать свою жизнь с нефтяной промышленностью и начал подрабатывать у буровиков помощником кочегара.
Трудовую деятельность начал в 1940 году статистиком долотного цеха, затем работал бурильщиком конторы бурения треста «Туймазабурнефть».
В 1941 году призван в ряды Красной Армии. Д. И. Михайлова зачислили курсантом Челябинского авиационного училища, но в связи с тяжелой обстановкой младшие курсы этого учебного заведения были отправлены на фронт. Боевое крещение получил в боях за оборону Москвы как командир противотанкового орудия. На Ленинградском фронте он — командир взвода управления артиллерийской батареей. В феврале 1943 года под Ленинградом был тяжело ранен. После выздоровления в 1944 году направлен в авиационное училище штурманов с ускоренным выпуском. После окончания училища — штурман бомбардировщика, получил второе ранение.
По окончании войны Михайлов был направлен в авиашколу лётчиков гражданской авиации. После её успешного окончания летал вторым пилотом на транспортном самолете аэропорта Внуково.
В 1946 году вернулся в Башкирскую АССР. Сменил авиацию на бурение скважин.
С 1946 года работал бурильщиком контор № 1, 2 треста «Туймазабурнефть». В 1948—1951 гг. — буровой мастер конторы бурения № 1 треста «Туймазабурнефть», в 1951 году — буровой мастер, начальник разведки акционерного общества «Совкитнефть» в Китайской Народной Республике. В 1954—1955 гг. — буровой мастер конторы бурения № 1 треста «Туймазабурнефть», в 1955—1957 гг. — консультант по глубокому бурению в КНР. С 1957 г. — советник по турбинному бурению во Франции, буровой мастер конторы бурения № 1 треста «Туймазабурнефть».
Энергичный организатор и новатор производства Д. И. Михайлов активно внедрял в производство новые прогрессивные методы работы, форсированные режимы бурения турбобурами и электробурами, бурение скважин малого и уменьшенного диаметра с использованием воды в качестве промывочной жидкости.
В 1959 году бригаде, руководимой Д. И. Михайловым, присвоено звание «Бригада коммунистического труда».
В 1961 году Д. И. Михайлов и его товарищи достигли наивысшей проходки в Башкирии — 25 128 метров, в 1962 г. — наибольшей проходки в СССР − 40 371 метр, с достижением скорости проходки 5 041 метр на станко-месяц и годовой экономии 364 тысячи рублей.
В 1963 году его бригада пробурила 40 716 метров, сохранив за собой всесоюзный рекорд проходки на бригаду, и достигла при этом наибольшей скорости — 7 075 метров на станок в месяц. Годовая экономия составила 462 тысячи рублей. Таких высоких показателей в бурении до этого не добивалась ни одна бригада не только в Башкирии, но и в других регионах Советского Союза.
Буровая бригада, руководимая Д. И. Михайловым, первой среди нефтяников Башкирии 9 октября 1963 году выполнила семилетнее задание (1959—1965) и пробурила сверх плана 36 865 метров, или 24 нефтяные скважины. За годы семилетки бригада достигла увеличения проходки в 2 раза и снижения себестоимости метра проходки в 1,2 раза.
В 1965 году его бригада показала наивысшую скорость бурения скважин в Урало-Волжском районе — 13 037 метров на станок в месяц.
В соответствии с решением Госкомитета нефтедобывающей промышленности при Госплане СССР с целью всестороннего изучения глубинного строения земной коры Волго-Уральского нефтегазоносного района и получения данных о вещественном составе и характере строения пород кристаллического фундамента на Туймазинском месторождении начато бурение сверхглубокой скважины № 2000. Бурение этой скважины вела бригада Д. И. Михайлова, которая к 15 марта 1966 года пробурила до глубины 3 984 метра, при этом впервые кристаллические породы вскрыты мощностью более 2 100 метров.
Передовые методы работы бригады широко распространялись и внедрялись другими буровыми бригадами треста. Трест семилетний план проходки горных пород выполнил досрочно — к 25 октября, а контора бурения № 1, где работала его бригада — к 17 июля 1965 года.
За выдающиеся заслуги в выполнении заданий семилетнего плана по добыче нефти и достижение высоких технико-экономических показателей в работе Указом Президиума Верховного Совета СССР от 23 мая 1966 года Д. И. Михайлову присвоено звание Героя Социалистического Труда.
В 1966 году назначен директором конторы бурения № 5 треста «Туймазабурнефть». В 1970—1974 гг. — начальник Янаульского районного управления буровых работ, в 1976—1983 гг. — заместитель начальника Уфимского управления буровых работ производственного объединения «Башнефть».
В 1966—1971 являлся кандидатом в члены ЦК КПСС. Был депутатом Верховного Совета РСФСР шестого созыва (1963—1967).
В 1983 году Д. И. Михайлов вышел на пенсию.

## Награды и звания
- Заслуженный работник нефтяной и газовой промышленности РСФСР (1980).
- Заслуженный нефтяник Башкирской АССР (1965).
- Почётный нефтяник СССР (1969).
- Герой Социалистического Труда (1966)
- Награждён орденами Ленина (1966), Октябрьской Революции (1971), Отечественной войны I (1985) и II (1945) степени, Красной Звезды (1945), медалями, орденами иностранных государств.
- Почётная грамота Президиума Верховного Совета Башкирской АССР (1976).